# Acoma

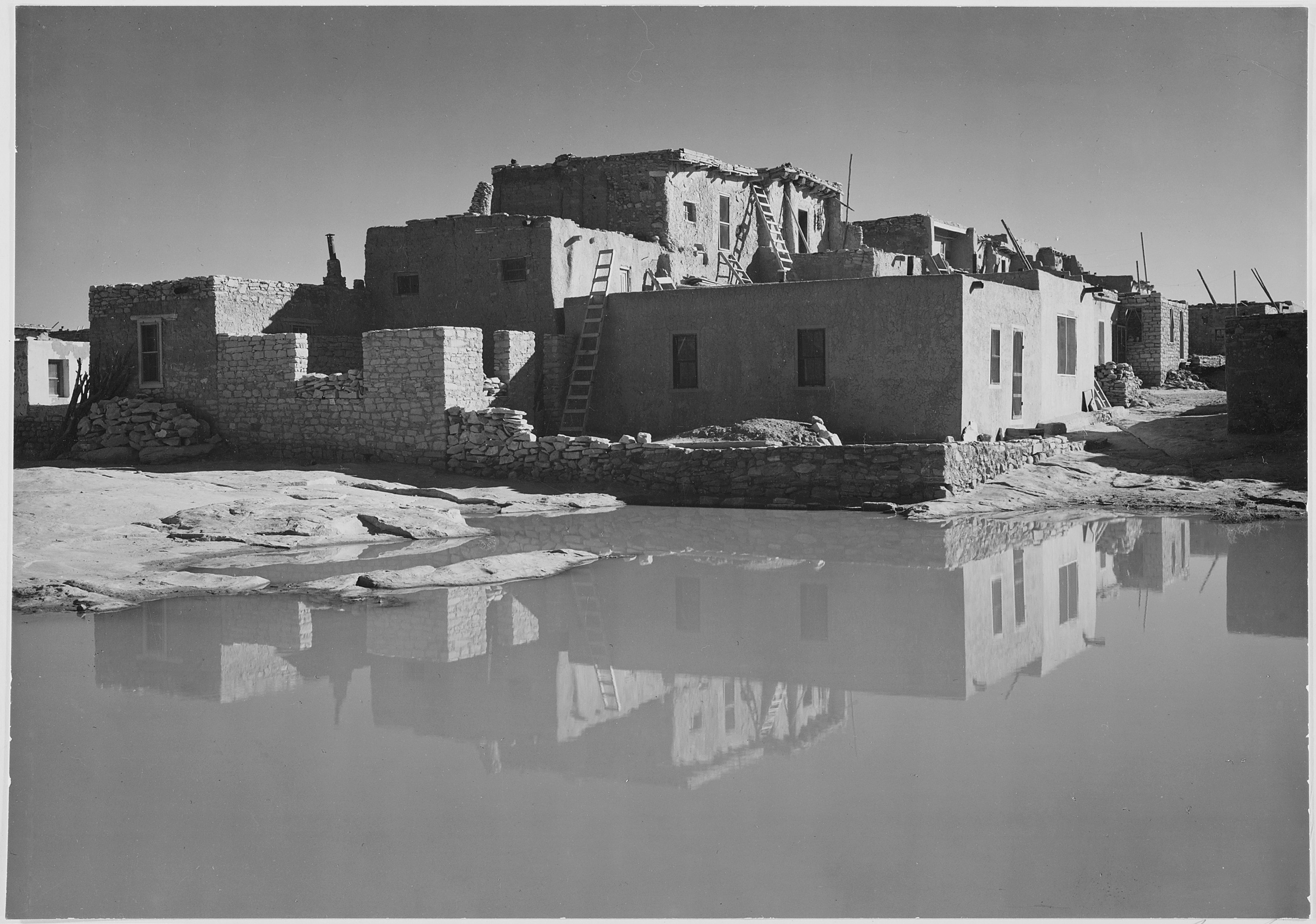
Imatge del poble Acoma, 1941

Acoma (keres occidental: Aa'ku; zuni: Hakukya; navaho: Haakʼoh) és una tribu reconeguda federalment dels Estats Units de llengua keres i cultura pueblo que es troba aproximadament a seixanta milles a l'oest d'Albuquerque (Nou Mèxic). El pueblo està format per tres viles: Sky City (Old Acoma), Acomita (Tichuna), i McCartys (Santa Maria). La terra històrica del pueblo Acoma comprenia un total de 5 milions d'acres, però actualment només el 10% d'aquesta terra és gestionada per la comunitat. Segons el cens dels Estats Units del 2010 hi ha 4.989 persones identificades com a Acoma. Els acoma han ocupat de manera contínua l'àrea on viuen durant més de 800 anys, pel que és una de les comunitats habitades més antigues dels Estats Units. Les tradicions tribals acoma estimen que han viscut al poble durant més de dos mil anys.

## Etimologia
La paraula acoma "Acoma" vé d'Akomé, o Acú, que vol dir "el lloc on sempre hem estat" o "poble de la roca blanca". Pueblo és una paraula d'origen castellà i fa referència tant a la tribu com a la seva arquitectura única en la zona sud-oest. Alguns ancians de la tribu afirmen que significa "un lloc que sempre va ser".

## Llengua
La llengua acoma forma part del grup keres En la cultura contemporània acoma la majoria de la gent parla tant acoma com anglès. Els ancians també poden parlar espanyol. La seva llengua tenia uns 1.696 parlants el 1980.

## Demografia
Segons dades de la BIA del 1995, hi havia 6.344 apuntats al rol tribal, però segons el cens dels EUA del 2000 hi havia enregistrats 4.628 individus. El pueblo Acoma (comtat de Sandoval, Nou Mèxic) té 2.802 habitants.
Eren 1.500 a l'arribada dels espanyols, i foren reduïts a 500 en el primer quart del segle xx. Els zuni els coneixien com a hakukya.

## Història

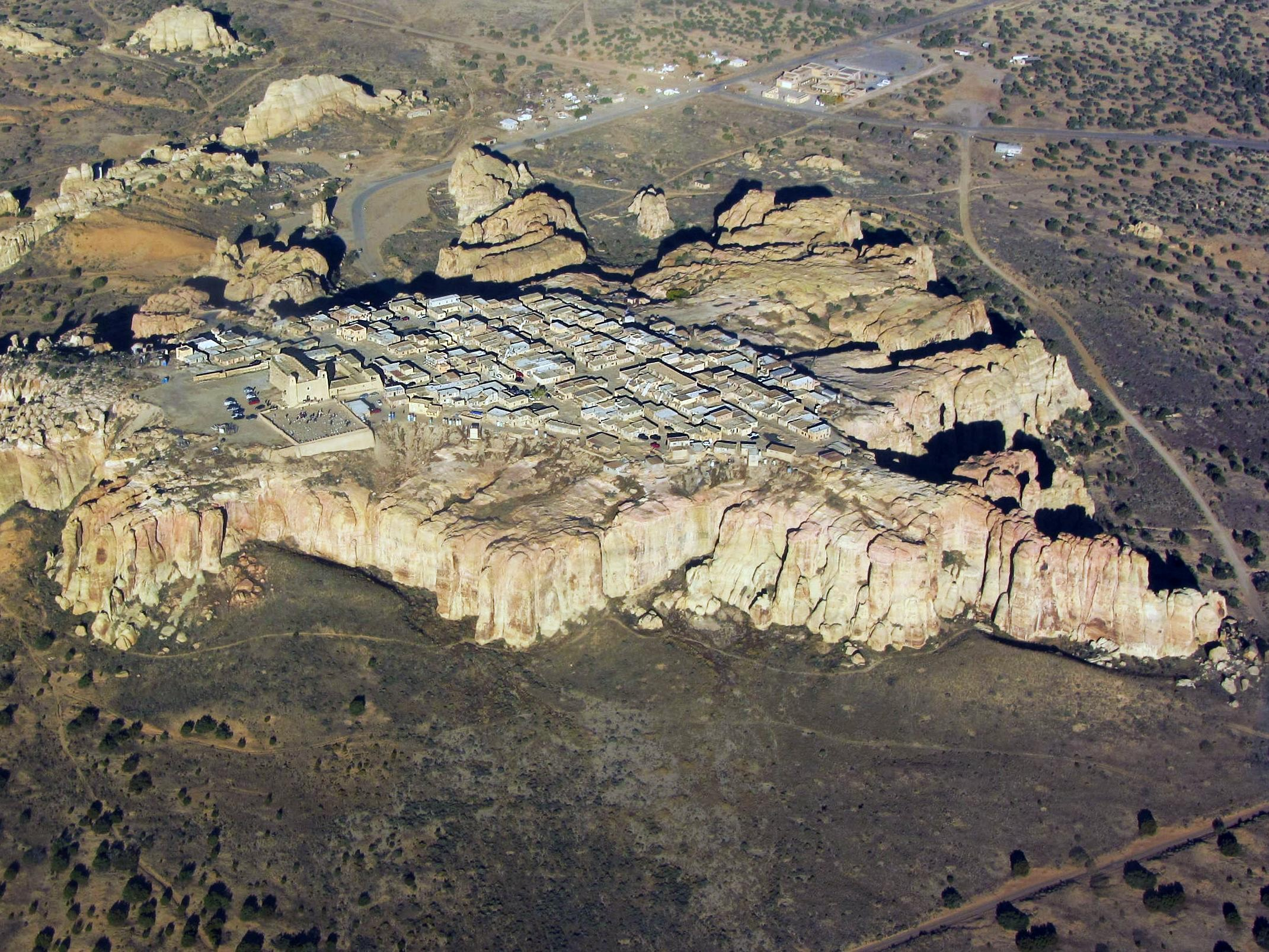
Vista aèria de Sky City

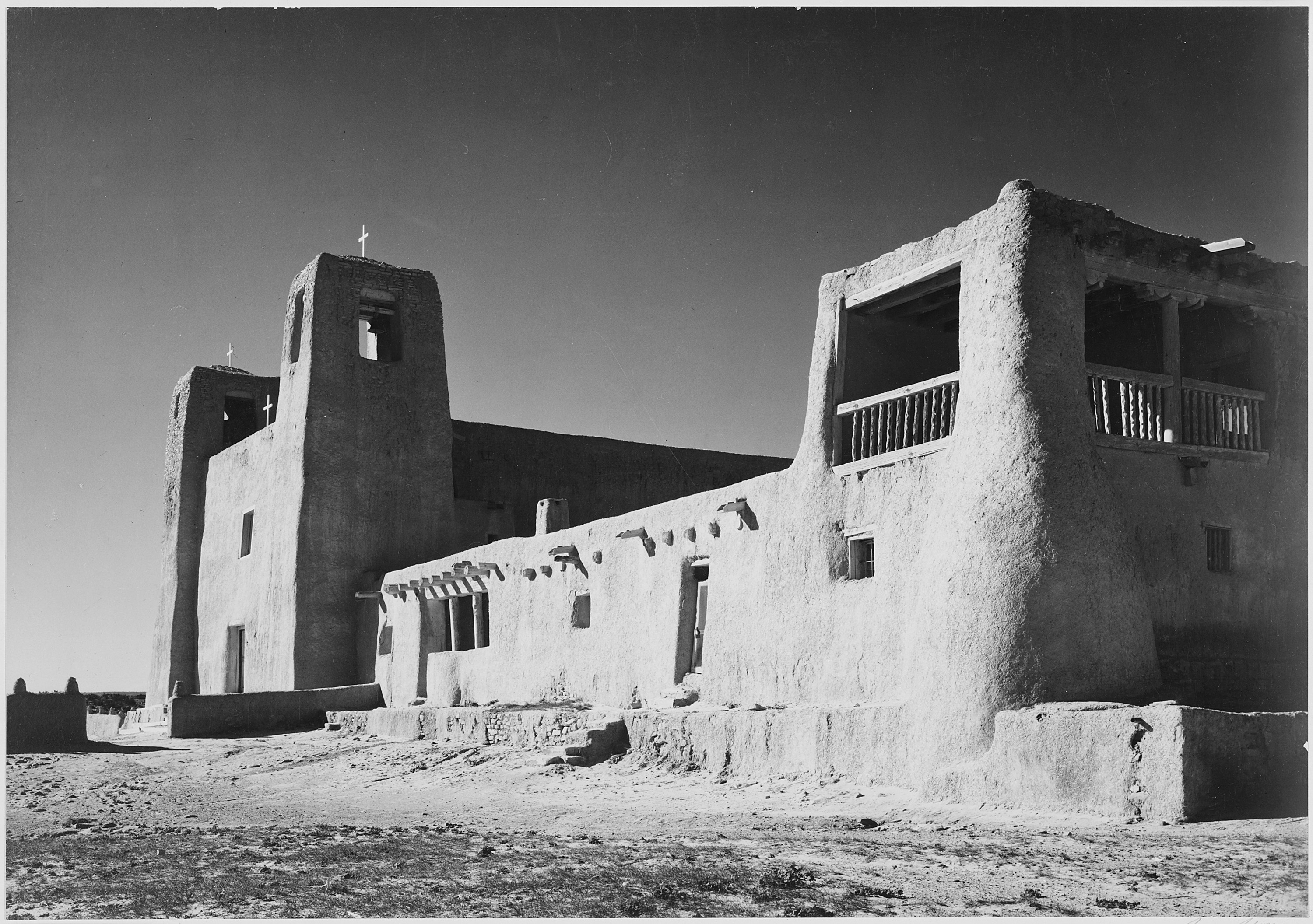
Missió San Esteban Rey construïda c.1641, fotografia d'Ansel Adams, c.1941

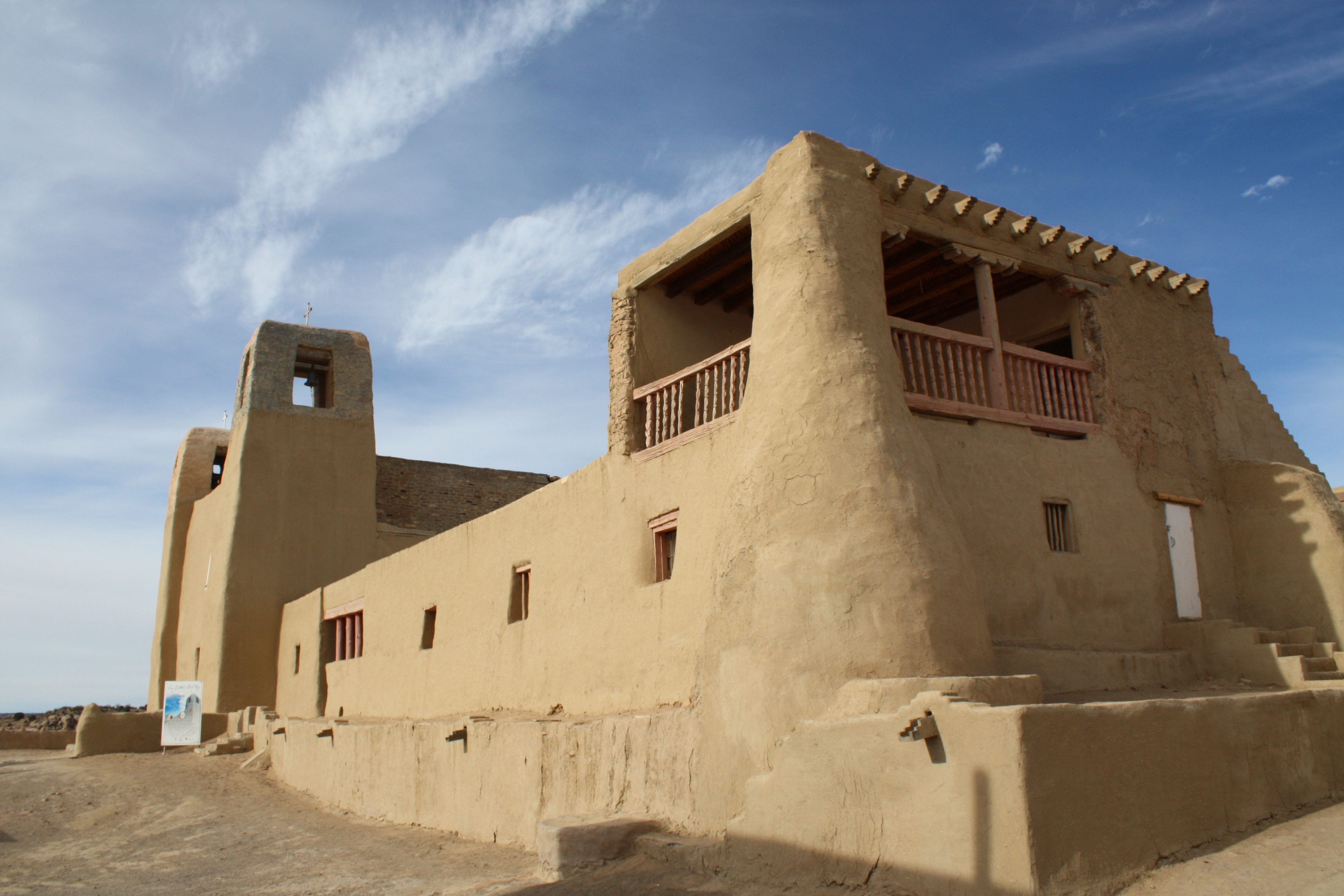
Vista dels edificis en 2009

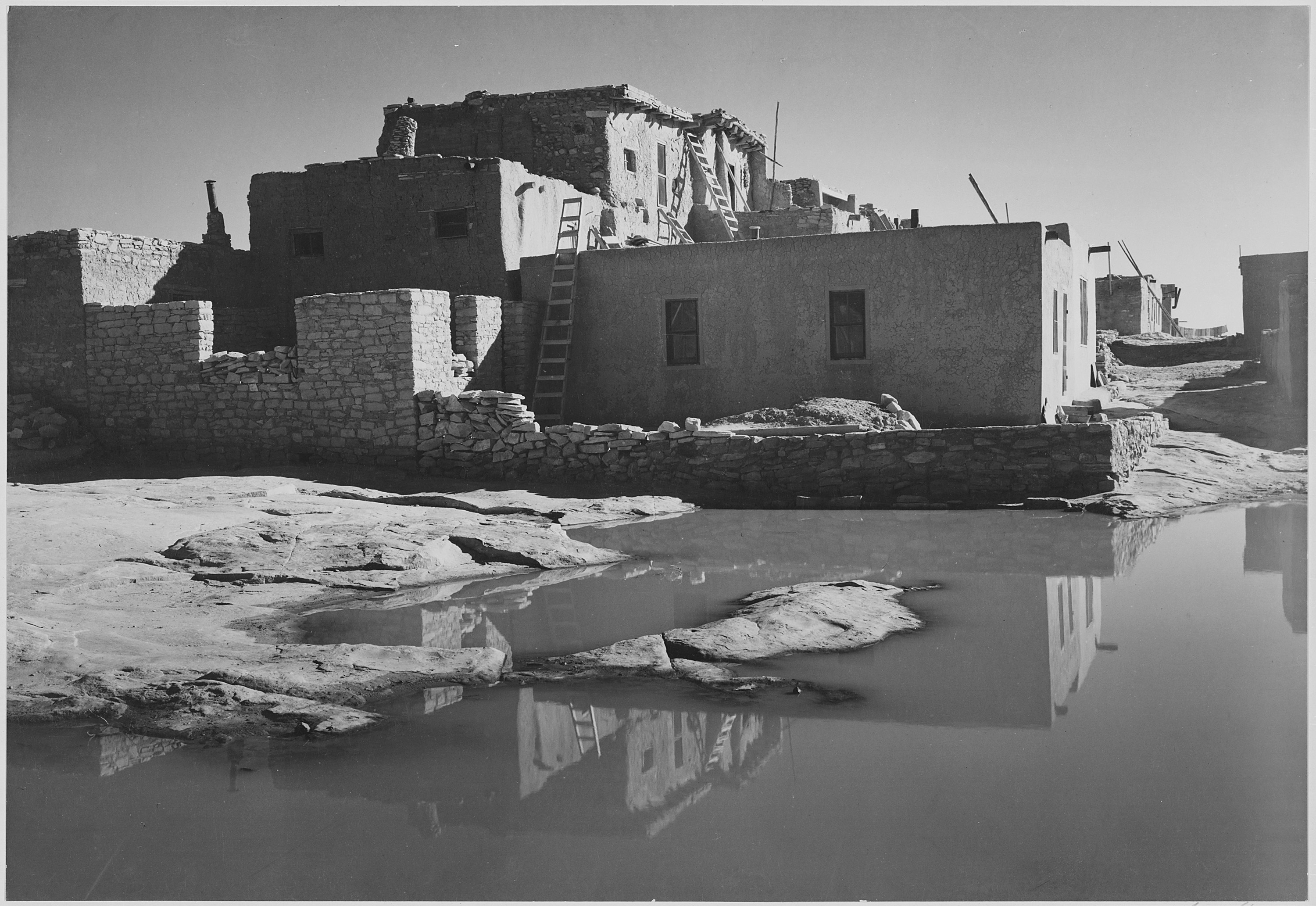
Ansel Adams - National Archives 79-AA-A02

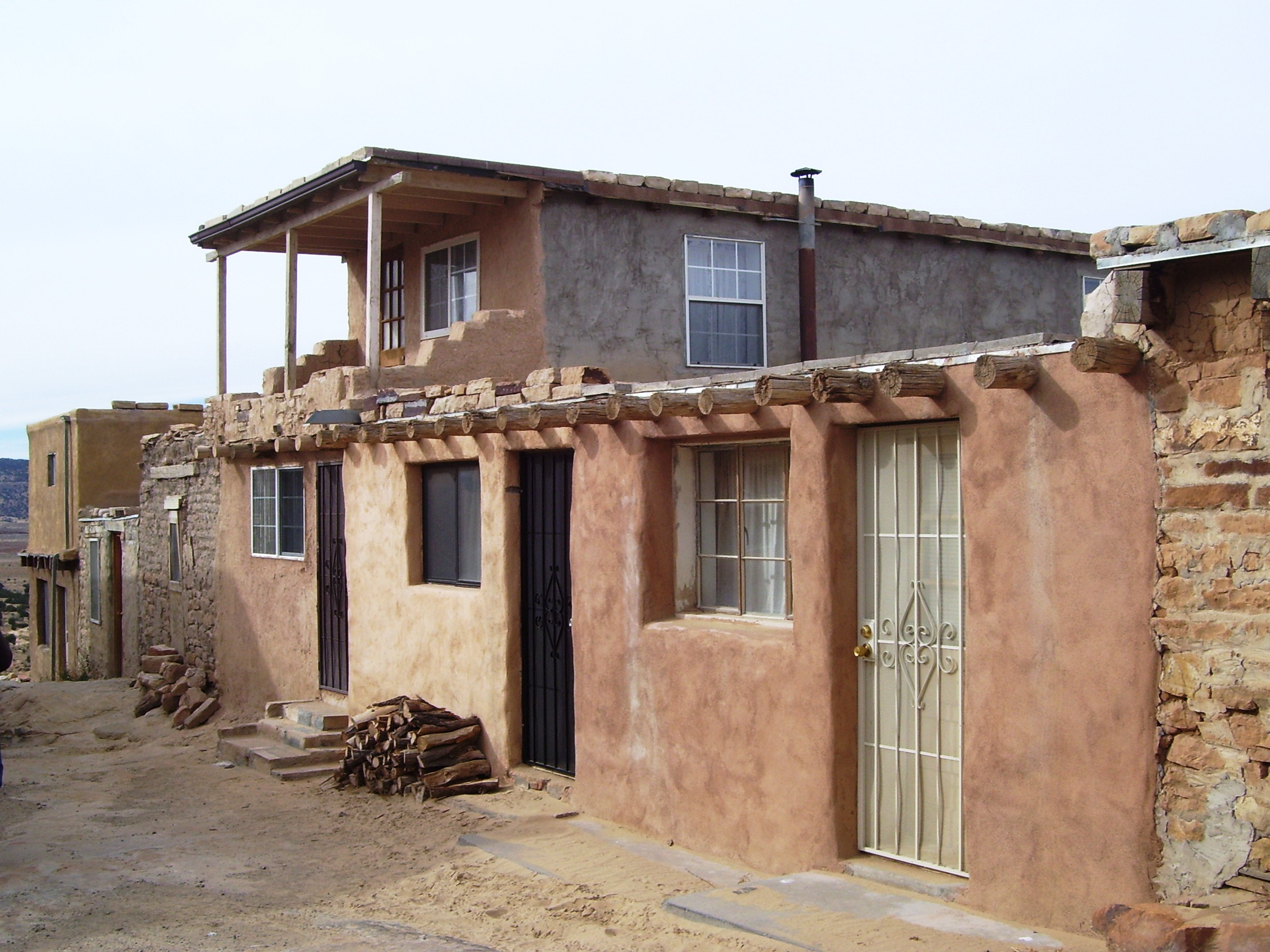
Carrer del pueblo, 2012

### Orígens i història antiga
Es creu que els pobles de la cultura pueblo són descendents dels antics pobles Anasazi, Mogollon i altres. Aquestes influències es veuen en l'arquitectura, l'agricultura i l'art acoma. L'any 1200 els anasazi abandonaren la llar d'origen al canyó a causa del canvi climàtic i l'agitació social. Durant dos segles es van produir migracions a la zona i els acoma sorgirien al segle xiii. Aquesta data de fundació primerenca fa al Pueblo Acoma una de les comunitats habitades més antigues als Estats Units.
El Pueblo es troba a un altiplà de 365 peus, unes 60 milles a l'oest d'Albuquerque, Nou Mèxic. L'aïllament i la ubicació del Pueblo ha protegit la comunitat durant 1.200 anys i tractava d'evitar conflictes amb els veïns navahos i apatxes.

### Contacte europeu
El Pueblo Acoma va tenir contacte amb els exploradors espanyols sl nord d'Amèrica Central, i generalment totes les interaccions foren registrades com a pacífiques. L'expedició de Francisco Vásquez de Coronado descriví el Pueblo en 1540 com a "un dels llocs més forts que havia vist" i es mostrà "penedit d'haver anat fins al lloc". Durant aquest temps, l'únic accés al Pueblo Acoma va ser un conjunt d'escales gairebé verticals tallades a la roca. Es creu que expedició de Coronado va ser el primer contacte europeu amb els acoma.
Pel 1598 les relacions amb els espanyols havien disminuït. Al desembre d'aquest any, els acoma van saber que Juan de Oñate tenien la intenció de colonitzar la zona. Els acoma emboscaren un grup d'homes d'Oñate, matant-ne 11 d'ells, inclòs el nebot d'Oñate. Els espanyols es van venjar dels acoma cremant la major part del poble i matant més de 600 persones i fent presoneres un mig miler de persones més. Els presoners van ser forçats a l'esclavitud i els homes majors de 25 anys van patir l'amputació del seu peu dret. Una filera de cases al costat nord de l'altiplà encara conserven les marques del foc iniciat per un canó durant la guerra Acoma.
Els supervivents de la massacre d'Acoma pogueren recuperar-se i reconstruir la seva comunitat i Oñate procediria a forçar els Acoma i altres indis locals a pagar impostos pels cultius, el cotó i la mà d'obra. Els espanyols també van portar missioners catòlics a l'àrea. L'espanyol reanomenaren els pobles amb noms de sants i va començar a construir-hi esglésies. Hi van ser introduïts nous cultius, incloent préssecs, pebrots i blat. Un Reial decret de 1620 va crear càrrecs civils a cada poble, incloent Acoma, amb un governador per acompanyar el càrrec. La revolta va portar refugiats d'altres pobles. Els que finalment va deixar Acoma formarien el Pueblo Laguna.
Els acoma també patiren epidèmies de verola i incursions dels apatxes, comanxes, i utes. En l'ocasió, els acoma estarien del costat dels espanyols per lluitar contra les tribus nòmades. El acoma practicaven la seva religió en secret. Els matrimonis mixtos també eren comuns entre els acoma i altres pobles i llogarets hispànics. Aquestes comunitats es barrejaren per a formar la cultura de Nou Mèxic.

#### Missió San Esteban Del Rey
Entre 1629 i 1641 el pare Juan Ramirez va supervisar la construcció de l'església de la Missió San Estevan Del Rey. Els acoma foren obligats a construir l'església movent 20.000 tones de tova, palla, pedra arenisca i fang a la mesa de les parets de l'església. El pi ponderosa va ser portat per membres de la comunitat de Mount Taylor, a més de 40 quilòmetres de distància. Amb uns 6000 peus quadrats, amb un altar flanquejat per pilars de fusta de 60 metres d'altura, tallada a mà en dissenys de color vermell i blanc que representen les creences cristianes i indígenes, l'estructura es considera un tresor cultural d'Acoma, malgrat el treball dels esclaus utilitzats per construir-la. En 1970 fou inclosa en el Registre Nacional de Llocs Històrics i en 2007 fou designat com el 28è Lloc Històric Nacional, únic indret amerindi designat amb aquest títol.

### Segles XIX i XX
Durant el segle xix el poble Acoma, en tractar de defensar la vida tradicional, també van adoptar aspectes de l'anteriorment rebutjades cultura i religió espanyola. Per la dècada de 1880 els ferrocarrils van treure als pueblos del seu aïllament. A la dècada de 1920, l'All Indian Pueblo Council es van reunir per primera vegada en més de 300 anys. En resposta a l'interès del Congrés en l'apropiació de terres d'indígenes Pueblo, el Congrés dels Estats Units va aprovar la Pueblo Lands Act el 1924. Malgrat l'èxit en la retenció de la propietat de la seva terra, el segle xx va ser difícil per a la supervivència de les tradicions culturals acoma. Al seu territori s'hi instal·laren missioners i escoles protetant i el Bureau of Indian Affairs va forçar als nens acoma a assistir als internats. Cap al 1922 la majoria dels infants de la comunitats eren a escoles internat.

### En l'actualitat
Avui encara hi ha a la mesa prop de 300 cases històriques de tova de dos i tres pisos, amb escales exteriors que s'utilitzen per accedir als nivells superiors, on viuen els residents. L'accés a la mesa és per una carretera construïda a la cara de la roca durant la dècada de 1950. Aproximadament 30 persones o menys viuen permanentment a la mesa, amb una població cada vegada més gran els caps de setmana amb visites dels membres de la família i turistes, uns 55.000 a l'any.
El Pueblo Acoma no té electricitat, aigua corrent o tractament d'aigües residuals. La mesa és envoltada per una reserva d'unes 600 milles quadrades. Els membres de la tribu viuen tant dintre com fora de la reserva. Tanmateix, la cultura Acoma contemporània segueix sent relativament tancada. Segons el cens dels Estats Units de 2010 unes 4,989 persones s'identifiquen com a acoma.
Molts acoma desaproven que Juan de Oñate sigui considerat el fundador de Nou Mèxic. El 1998, després que es va erigir una estàtua en homenatge a Oñate a l'Oñate Monument Center d'Alcalde, algú va tallar els peus de bronze dreta de la seva estàtua amb una motoserra.

## Cultura

### Govern i reserva
El govern acoma era mantingut per dues persones: un cacique, o al cap del Pueblo, i un capità de guerra, que servirien fins a la seva mort. Ambdós individus mantenen fortes connexions religioses amb la seva tasca, representant la teocràcia de la governabilitat acoma. Els espanyols finalment imposaren un grup per supervisar el pueblo, però el seu poder no va ser pres seriosament pels afers acoma. El grup espanyol treballaria amb situacions externes i era integrat per un governador, dos tinents governadors, i un consell. El acoma també van participar en l'All Indian Pueblo Council, creat en 1598 i que va tornar a sorgir en el segle xx.
Avui els acoma mantenen aproximadament 500.000 acres de llur terra tradicional. El paisatge és esquitxat per meses, valls, turons, i rierols amb una mitjana d'uns 7.000 metres d'altitud, amb prop de 10 polzades de pluja cada any. Des de 1977 els acoma han adquirit terrenys a través de diverses adquisicions de terres. A la reserva només els membres tribals poden ser propietaris de la terra i gairebé tots els membres inscrits en són propietaris. El cacic està encara actiu en la comunitat, i és del clan antílop. El cacic nomena els membres del consell tribal, el personal i el governador.
En 2011 el pueblo Acoma i el Pueblo Santa Clara van patir una forta inundació. Nou Mèxic els va enviar 1 milió de dòlars per finançar les preparacions d'emergència i els danys per a les víctimes i la governadora Susana Martínez sol·licità finançament addicional de la Federal Emergency Management Agency.

### Religió
La religió tradicional acoma subratlla l'harmonia entre la vida i la natura. El sol és un representant de la deïtat creadora. Les muntanyes que envolten la comunitat, el sol dalt i la terra baix ajuden a equilibrar i definir el món Acoma. Les cerimònies religioses tradicionals poden girar al voltant de les condicions meteorològiques, incloent la recerca d'assegurar la precipitació saludable. Els acoma també utilitzen kachina en els rituals. Els pueblo també tenia un o més kiva, que feien servir com càmeres religioses. El líder de cada Pueblo exercia com a líder religiós de la comunitat o cacic. El cacic observaria el Sol i l'utilitzen com a guia per a les cerimònies, algunes de les quals es mantenen en secret.
Molts acoma són catòlics, però barregen aspectes del catolicisme i la seva religió tradicional. Encara es realitzen molts rituals antics. Pel setembre els acoma honren llur sant patró, Sant Esteve. Per a la diada la mesa obre la celebració al públic. Més de 2.000 pelegrins assisteixen a les festes de Sant Esteve. La celebració comença a la missió San Esteban Del Rei Missión i es treu de l'altar una efígie tallada en pi de Sant Esteve que es porta a la plaça principal amb gent cantant, disparant rifles, i campanades. La processó passa llavors pel cementiri, pels carrers estrets i per a la plaça. En arribar a la plaça l'efígie es col·loca en un santuari folrat amb mantes teixides, que està custodiat per dos homes acoma. Després de la celebració hi ha el ball i la festa. Durant el festival es venen productes de ceràmica i cuina tradicional.

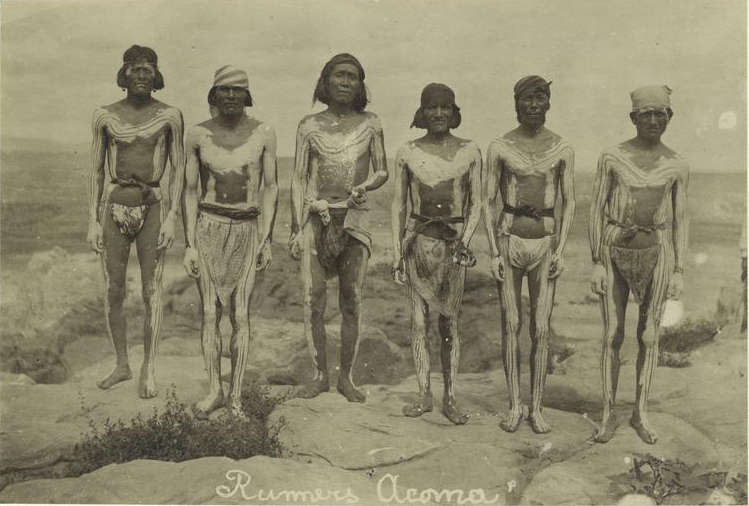
Corredors acoma, circa 1909

## Comunitats
- Acomita
- Anzac
- McCartys
- Sky Line

## Acomes notables
- Marie Chino, terrissaire
- Vera Chino, terrissaire
- Lucy Lewis, terrissaire
- Simon J. Ortiz, poeta, autor, i pedagog
- Anton Docher, "el Padre de Isleta", fou sacerdot a acoma abans de marxar a Isleta.[14]